# Giorgia Meloni

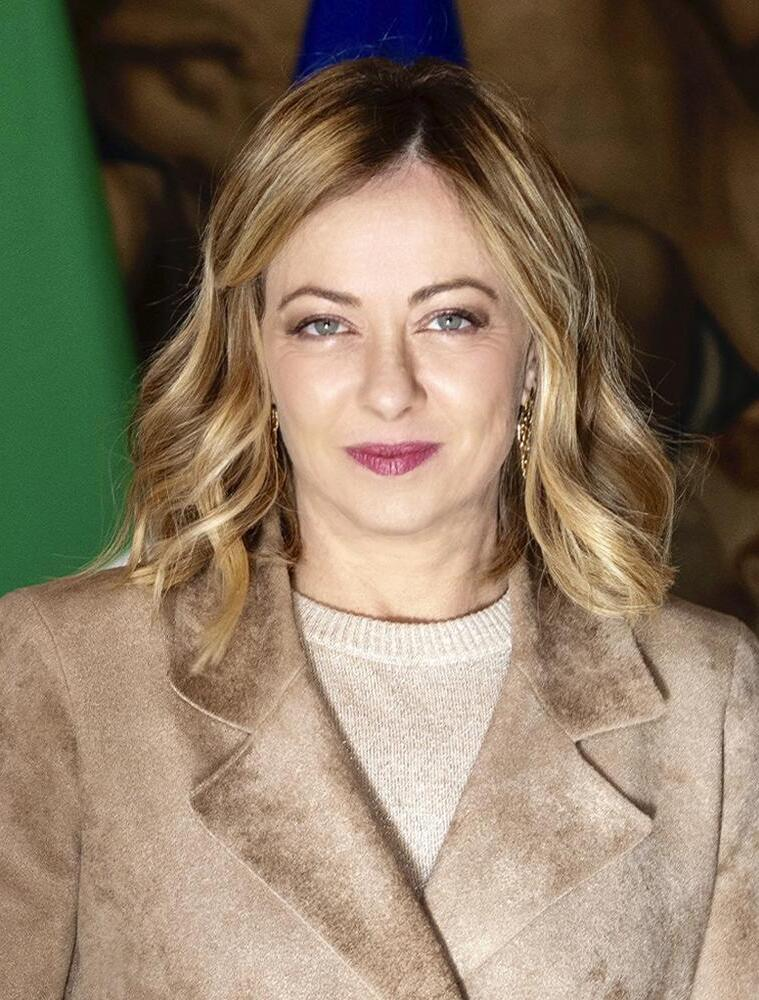
Giorgia Meloni (2024)

Giorgia Meloni (* 15. Januar 1977 in Rom) ist eine italienische Politikerin und seit Oktober 2022 italienische Ministerpräsidentin. Sie ist seit der Einführung des allgemeinen Frauenwahlrechts in Italien 1946 die erste Frau, die eine italienische Regierung anführt. Meloni ist seit 2014 Vorsitzende der als postfaschistisch klassifizierten Partei Fratelli d’Italia (FdI) und seit 2020 Präsidentin der Europapartei Europäische Konservative und Reformer (EKR). Im vierten Kabinett von Silvio Berlusconi war sie von Mai 2008 bis November 2011 Ministerin für Jugend und Sport. Bei der Parlamentswahl in Italien im September 2022 trat sie als Spitzenkandidatin ihrer Partei an, die als stärkste Kraft aus der Wahl hervorging. Politisch wird Meloni als rechtsextrem eingestuft.

## Leben

### Jugend und Familie
Meloni wuchs mit ihrer älteren Schwester Arianna bei ihrer Mutter Anna Paratore im römischen Viertel Garbatella (Municipio VIII) auf. Ihr Vater, Francesco Meloni, ein aus Sardinien stammender Steuerberater, verließ die Familie, als sie ein Jahr alt war, und wanderte auf die Kanarischen Inseln aus. Sie besuchte ihn dort jährlich, bis sie sich bei ihrem letzten Besuch 1989 mit ihm zerstritt und daraufhin den Kontakt abbrach. Meloni bezeichnete ihren Vater in einem Interview 2006 als überzeugten Kommunisten. Die traumatisch empfundene Trennung von ihm, die sie nach eigenen Angaben erst Jahre später überwand, habe ihren „kämpferischen“ Charakter wesentlich geprägt. Ihre aus Sizilien stammende Mutter war im neofaschistischen Movimento Sociale Italiano (MSI) und deren Nachfolgepartei Alleanza Nazionale tätig. Unter dem Pseudonym Josie Bell verfasste sie zudem mehr als 140 Liebesromane.
Meloni besuchte bis 1996 das Istituto tecnico professionale di Stato Amerigo Vespucci, eine berufsbildende Fachoberschule für Gastronomie und Hotellerie in Rom. Mit 15 Jahren trat sie der Fronte della Gioventù, der Jugendorganisation des MSI, bei. Sie entschied sich nach eigenen Angaben für die rechtsextreme Partei, weil diese „mit den Gaunereien und der Korruption jener Jahre“ nichts zu tun gehabt habe. Als Schülerin gründete und organisierte sie die Protestbewegung Gli Antenati (deutsch: „Die Vorfahren“, aber auch der italienische Name der Zeichentrickserie Familie Feuerstein) gegen die von der christdemokratischen Unterrichtsministerin Rosa Russo Iervolino eingeleitete Schulreform. Nach eigenen Angaben arbeitete sie zeitweilig als Kellnerin, als Barfrau in der Diskothek Piper und als Kindermädchen im Haushalt des Showmasters Fiorello. Seit 2006 ist sie beim Journalistenverband von Latium registriert. Meloni spricht auch Englisch, Französisch und Spanisch. 2019 publizierte Meloni mit Alessandro Meluzzi und Valentina Mercurio ein Buch über die „nigerianische Mafia“ (Mafia nigeriana. Origini, rituali, crimini).
Meloni ist römisch-katholisch und hat mit dem vier Jahre jüngeren Fernsehjournalisten Andrea Giambruno, der ab 2013 ihr Lebensgefährte war, eine Tochter. Im Oktober 2023 gab sie ihre Trennung von Giambruno bekannt, nachdem von ihm erfolgte sexistische Bemerkungen gegenüber Arbeitskolleginnen der Öffentlichkeit zugespielt worden waren. Melonis Schwester Arianna ist mit Francesco Lollobrigida verheiratet, von 2018 bis 2022 Fraktionsvorsitzender von Fratelli d’Italia in der Abgeordnetenkammer. Ihr Schwager bekleidet seit Oktober 2022 in ihrem Kabinett das Amt des Landwirtschaftsministers.

### Politischer Werdegang

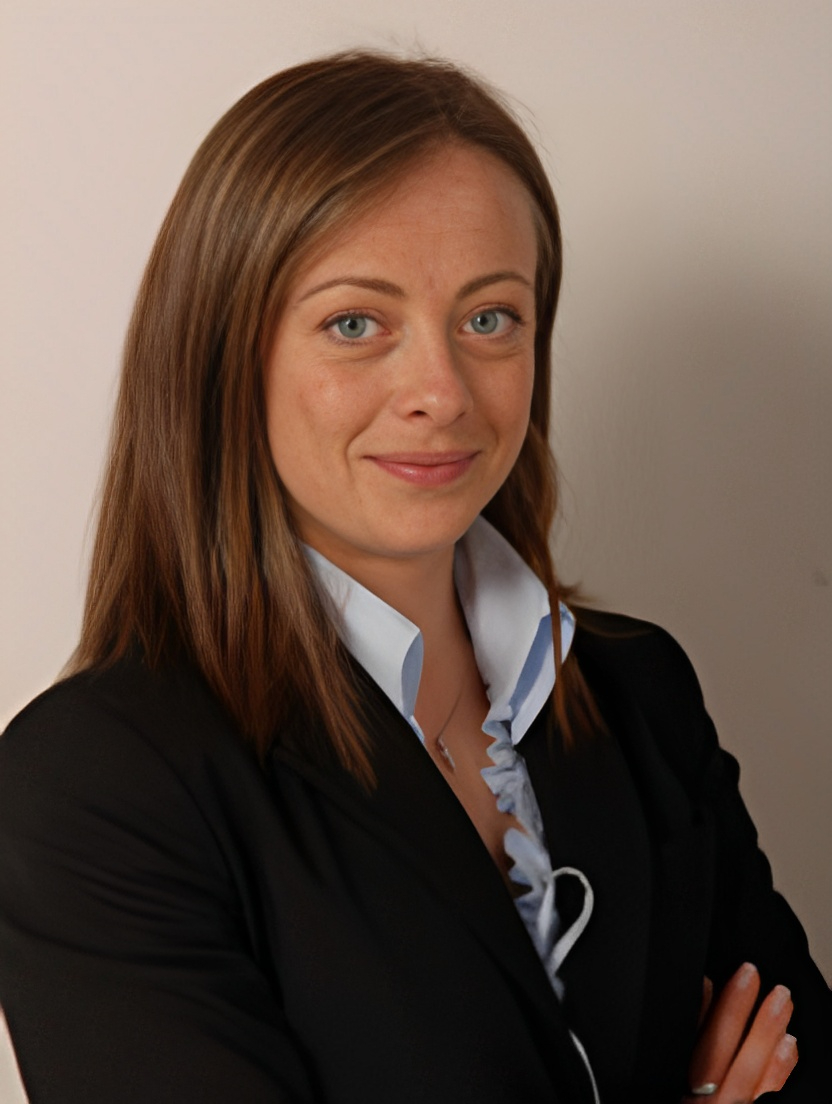
Meloni im Jahr 2008 als jüngste Abgeordnete und zugleich Vizepräsidentin der Abgeordnetenkammer

Meloni wurde 1996 an die Spitze der Azione Studentesca gewählt, der Studentenorganisation der Partei Alleanza Nazionale. Von 1998 bis 2002 saß sie für ihre Partei im Provinzrat von Rom. Im Jahr 2000 rückte sie an die Führungsspitze der Azione Giovane auf, der Jugendorganisation der Alleanza Nazionale, und wurde 2004 als erste Frau zur Präsidentin gewählt.
Bei den italienischen Parlamentswahlen 2006 wurde sie im Wahlbezirk Latium 1 in die Abgeordnetenkammer gewählt. Auf Vorschlag des Parteivorsitzenden Gianfranco Fini bekleidete sie in der 15. Legislaturperiode (2006–2008) als jüngste Abgeordnete das Amt einer Vizepräsidentin. Nach ihrer Wiederwahl 2008 und dem Gewinn von Berlusconis Mitte-rechts-Bündnis Popolo della Libertà (PdL) wurde sie mit 31 Jahren Jugend- und Sportministerin und damit jüngste Ministerin in der Geschichte der italienischen Republik. Dieses Amt hatte sie bis November 2011 inne. Nachdem Alleanza Nazionale und Forza Italia 2009 zur PdL fusioniert hatten, wurde sie Vorsitzende von deren Jugendorganisation Giovane Italia, die sie bis 2012 führte.
Zusammen mit Ignazio La Russa und Guido Crosetto gründete Meloni 2012 die Partei Fratelli d’Italia (FdI) und wurde 2014 zu ihrer Vorsitzenden gewählt. Zur Gründung der FdI sagte Meloni, die Rechte habe in der Spätphase Berlusconis zu verschwinden gedroht und sie und ihre FdI-Mitgründer hätten den Gedanken nicht ertragen, als die Generation in die Geschichtsbücher einzugehen, welche die Rechte ermordet habe. Die Partei FdI wolle die Rechte stärker denn je machen und der italienischen Nation wieder eine patriotische Regierung geben.
Bei der Europawahl 2014 erhielt Meloni 348.000 Stimmen; ihre Partei FdI scheiterte jedoch an der Sperrklausel von 4 %. Bei der Kommunalwahl in Rom 2016 kandidierte sie für das Amt der Bürgermeisterin und kam mit 20,7 % auf den dritten Platz.
Seit September 2020 ist Meloni Präsidentin der Europapartei Europäische Konservative und Reformer (EKR).
Bei der Parlamentswahl 2022 führte Meloni ihre Partei FdI als Spitzenkandidatin an.
Die FdI erhielt bei einer Wahlbeteiligung von 63,9 % 26,0 % der Stimmen (vor PD (19,0 %) und M5S (15,4 %)).
Ein Kommentator schrieb, ein wichtiges Kapitel der italienischen Geschichte sei zu Ende.
Meloni entschied sich, bei der Europawahl 2024 ebenfalls als Spitzenkandidatin teilzunehmen.
Sie behauptete, dies sei in der italienischen Politik Usus. Sie trat nach dieser Wahl für eine Zusammenarbeit rechter Fraktionen (EKR, ID) im EU-Parlament ein.
Melonis Partei FdI erhielt bei der Europawahl 28,8 % der Stimmen (bei einer Wahlbeteiligung von nur 49,7 %).  Bei der Europawahl 2020 hatte die FdI nur 6,4 % der Stimmen erhalten.

### Ministerpräsidentin

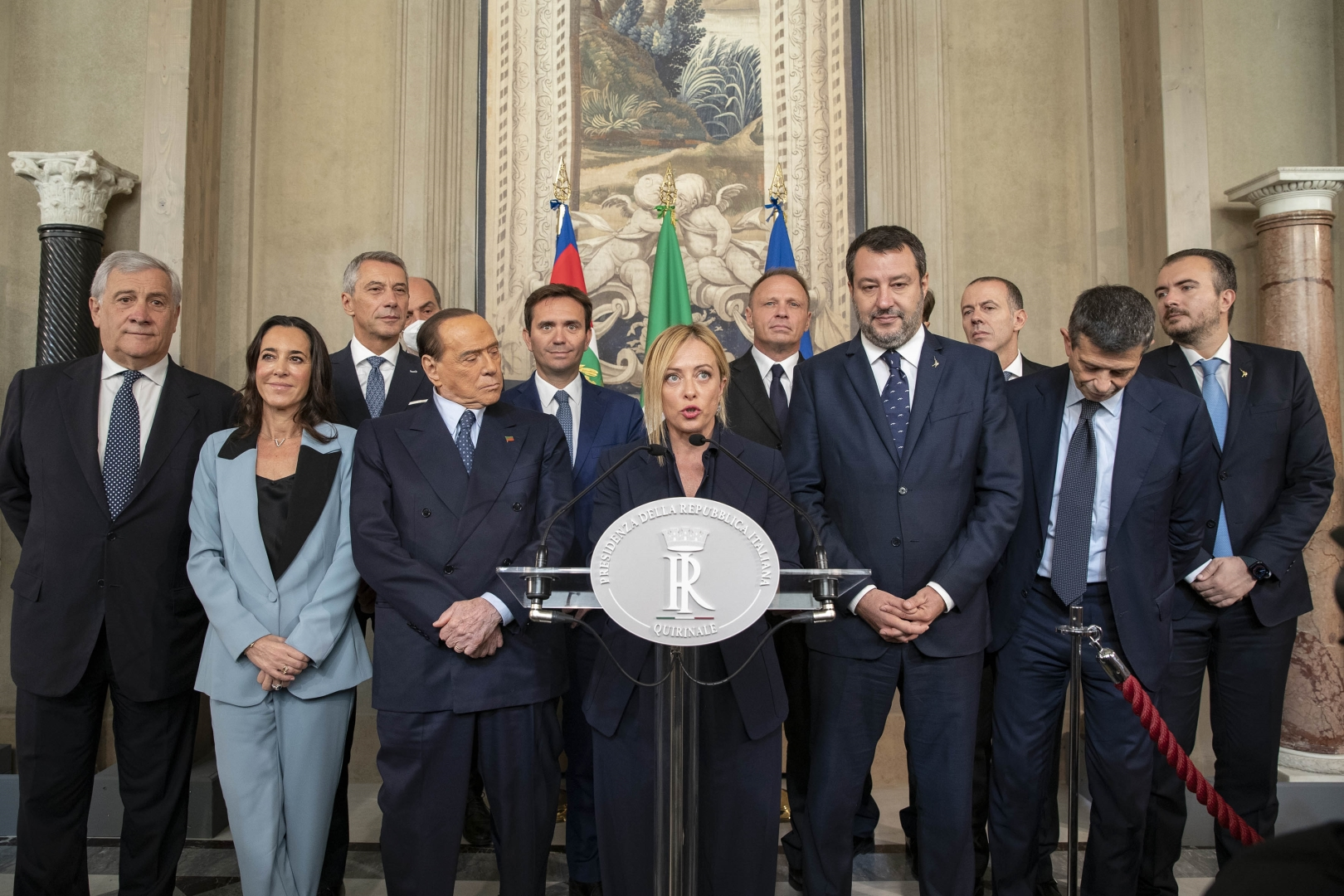
Meloni mit Matteo Salvini und Silvio Berlusconi sowie anderen Vertretern der Mitte-Rechts-Koalition im Quirinalspalast (2022)

Staatspräsident Sergio Mattarella begann am 20. Oktober 2022, mit den Parteien Gespräche über die zukünftige Regierung zu führen. Am folgenden Tag lud er Meloni in den Quirinalspalast ein und bat sie, eine neue Regierung zu bilden. Sie nahm die Aufgabe an und gab am selben Tag die Zusammensetzung ihres Kabinetts bekannt, welches am 22. Oktober offiziell vereidigt wurde.
Sie ist die erste Frau an der Spitze einer italienischen Regierung. Als solche verwendet sie weiterhin die Amtsbezeichnung il presidente del consiglio (wörtlich „der Präsident des Ministerrates“) und will ausdrücklich nicht la Presidente genannt werden, obschon das nach Auskunft der Sprachgesellschaft Accademia della Crusca möglich wäre, was vor allem aus Linkskreisen Kritik bezüglich der Nichtverwendung gendergerechter Sprache nach sich zog. Laut Frankfurter Allgemeine Zeitung ist dies ein mit Bedacht gewählter symbolischer Akt, der das Amt mit all seinem historischen Gewicht und nicht die Person, die es temporär bekleidet, und deren Geschlecht in den Vordergrund stellen soll.
In ihrer Regierungsansprache vor der Abgeordnetenkammer des italienischen Parlaments zum Amtsantritt distanzierte sich Meloni vom Faschismus und nannte die italienischen Rassengesetze von 1938 den „tiefsten Punkt in der italienischen Geschichte, eine Schande, die das italienische Volk für immer zu tragen habe“. „Die Totalitarismen des 20. Jahrhunderts haben ganz Europa, nicht nur Italien, mehr als ein halbes Jahrhundert lang in einer Reihe von Greueln zerrissen, die die meisten europäischen Staaten betrafen. Greuel und Verbrechen, von wem auch immer begangen, verdienen keinerlei Rechtfertigung und werden nicht durch andere Greuel und andere Verbrechen kompensiert.“ Zudem kündigte sie darin an, die Wiederherstellung der Autonomiestandards Südtirols anzustreben, welche zur Streitbeilegung mit Österreich vor den Vereinten Nationen im Jahr 1992 geführt hatten. Politische Beobachter sahen darin das Bestreben, die Parlamentarier der nicht-italienischen Minderheiten in der SVP zu einer Enthaltung in der Vertrauensabstimmung zu bewegen. Der Außenminister des Kabinetts Meloni, Antonio Tajani, stellte in einem Tweet an seinen österreichischen Amtskollegen Alexander Schallenberg eine Zusammenarbeit diesbezüglich in Aussicht.

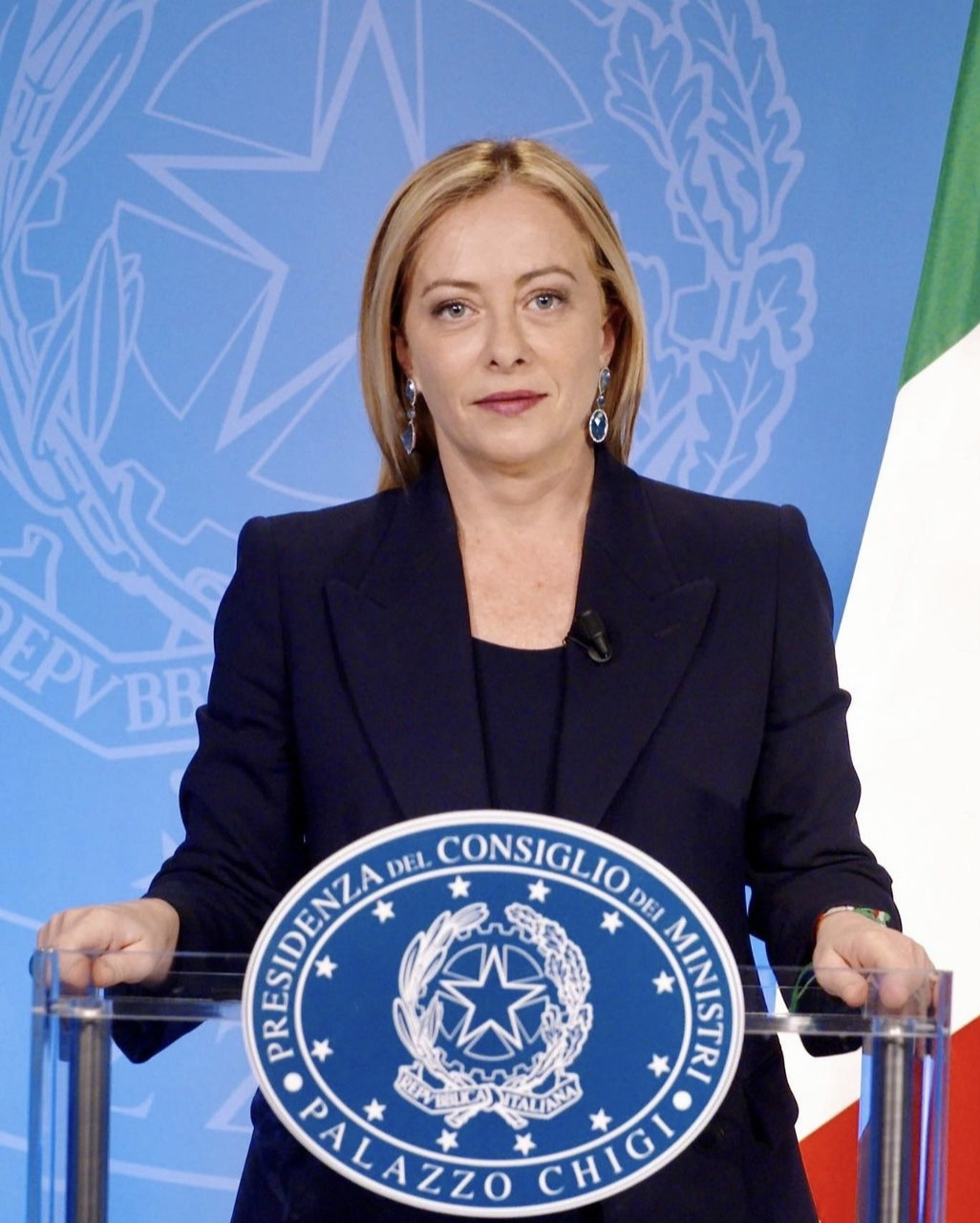
Meloni als Ministerpräsidentin

Im November 2022 entbrannte ein Konflikt zwischen Meloni und dem französischen Präsidenten Emmanuel Macron über Flucht und Migration über das Mittelmeer in die EU, deren Ursachen, sowie die Aufnahme und Verteilung von Flüchtlingen im Zuge der Europäischen Migrationspolitik, welcher schlussendlich zu einem Kompromissvorschlag durch die Europäische Kommission führte. Parallel ging in sozialen Medien ein Video aus dem Jahr 2019 viral, in welchem Meloni einen gegenwärtigen französischen Kolonialismus in den Staaten Westafrikas kritisierte, in welchem der CFA-Franc BCEAO eine bedeutende Rolle als ein Werkzeug der Ausbeutung spiele und welcher eine Fluchtursache darstelle.
Obwohl mit Silvio Berlusconi und Matteo Salvini die zwei Parteivorsitzenden ihrer Koalitionspartner teils enge Verbindungen zum russischen Staatspräsidenten Wladimir Putin haben oder hatten, unterstützt Melonis Regierung die Ukraine im Krieg gegen Russland; so führte Meloni als Ministerpräsidentin die Auslandshilfen für die Ukraine, die durch die Vorgängerregierung von Mario Draghi begonnen worden war, weiter. Sie sprach sich außerdem dafür aus, die Ukraine EU-Beitrittskandidat werden zu lassen. Im September 2023 wurde Meloni Opfer eines Täuschungsanrufes aus Russland, wobei sie sich auch zum russischen Angriffskrieg gegen die Ukraine äußerte, es gebe „große Müdigkeit auf allen Seiten“.
Anfang August 2023 strich Melonis Regierung den nichtarbeitenden, aber arbeitsfähigen Bürgern zwischen 18 und 59 Jahren Teile der Sozialhilfe, für Alleinstehende bis zu 55 %. Medienberichten zufolge waren rund 160.000 Personen von der Streichung betroffen. Im November 2023 unterzeichneten Meloni und Albaniens Regierungschef Edi Rama eine Absichtserklärung zur Errichtung von zwei Zentren in Albanien, in denen im Mittelmeer gerettete Migranten untergebracht werden, bis ihre Asylanträge geprüft sind. Diese italienisch-albanische Vereinbarung wurde vom Europarat kritisiert. Im Jahr 2024 gingen die zwei Aufnahmelager in Albanien in Betrieb und Italien begann erstmals, im Mittelmeer aufgegriffene Flüchtlinge bzw. Asylsuchende dorthin zu schiffen. Kurz nach der dortigen Aufnahme der ersten Personen erklärte allerdings ein italienisches Gericht deren Inhaftierung außerhalb der EU für unzulässig.

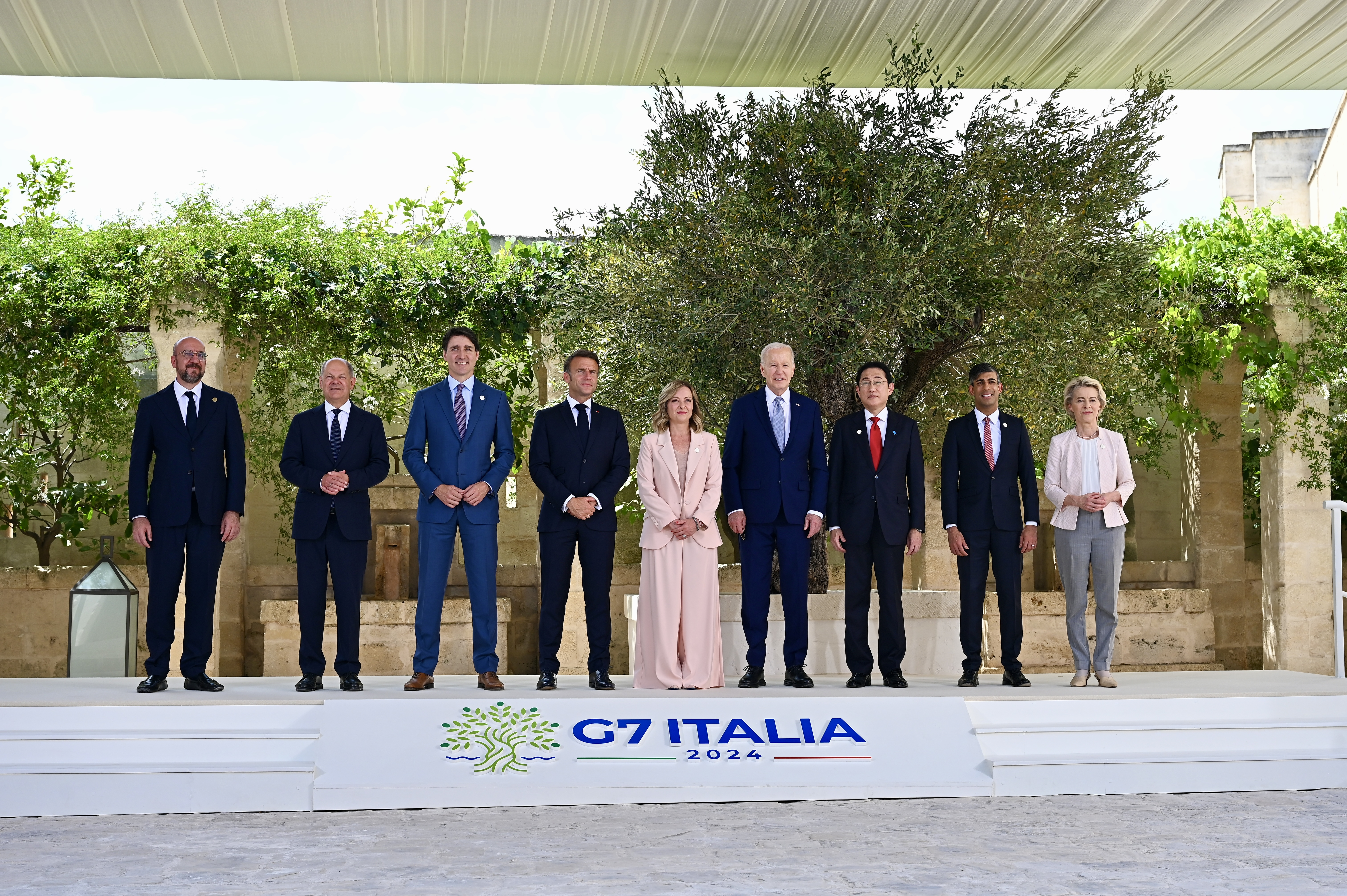
Gruppenfoto beim G7-Gipfel in Fasano 2024 mit Meloni in der Mitte

Die Ausladung des Schriftstellers Antonio Scurati, der anlässlich des 25. April 2024, des Tages der Befreiung Italiens, im staatlichen Fernsehen Rai eine Rede verlesen sollte, führte zu einem Medienskandal, bei dem Meloni Zensur und Verletzung der Pressefreiheit vorgeworfen wurden. Im Juni 2024 war Meloni Gastgeberin des G7-Gipfels in Fasano 2024. Im Oktober 2024 verabschiedete das italienische Parlament auf Vorschlag ihrer Regierung ein Gesetz, das die Nutzung von Leihmutterschaften auch im Ausland unter Strafe stellt.

## Positionen
Positionen Melonis sind von Beobachtern als rechtsextrem eingestuft worden.
Meloni gab 1996 (damals 19 Jahre alt) dem französischen Nachrichtensender Soir 3 ein Interview und sagte, Mussolini sei „ein guter Politiker“ gewesen, „der beste der letzten 50 Jahre“. Zehn Jahre später sagte sie in einem Interview, sie habe zum Faschismus ein „unbeschwertes Verhältnis“ und sehe ihn als Teil der italienischen Geschichte. Mussolini habe „einige Fehler gemacht, wie die Rassengesetze, den Kriegseintritt und die Errichtung eines autoritären Systems“. Historisch gesehen habe es viel geschaffen, was es aber nicht rette. Es gebe „Werte wie Freiheit und Bürgerrechte, die mehr wert seien als die Trockenlegung der Pontinischen Sümpfe“.
Meloni sprach sich 2022 für eine konservative Gesellschaftspolitik aus und sagte, sie sei gegen die gleichgeschlechtliche Ehe, toleriere aber eingetragene Partnerschaften. Sie hat sich dafür ausgesprochen, gleichgeschlechtlichen Paaren die Adoption per Verfassungsänderung zu verbieten. Da Homosexuelle nicht diskriminiert würden, brauche es auch keine vorbeugenden Maßnahmen zur Bekämpfung von Homophobie und Transphobie.
Im Mai 2024 gehörte Italien zu neun EU-Ländern, die eine Erklärung zur Förderung der europäischen Politik zugunsten der LGBTQ-Gemeinschaften nicht unterzeichneten. Eigenen Angaben zufolge hat sie sich nie rassistisch und homophob geäußert.
Sie sprach sich 2022 für die Beibehaltung des Rechts auf Schwangerschaftsabbruch aus, stehe einer freizügigen Anwendung des Rechts kritisch gegenüber und wolle die Aufklärung über Alternativen forcieren.
Das Recht auf Selbstbestimmung dürfe sich nicht darauf beschränken, einer Frau einen Schwangerschaftsabbruch als einzige Option erscheinen zu lassen. Eine Frau müsse frei zwischen mehreren Alternativen wählen können, da sonst das Selbstbestimmungsrecht selbst ausgehöhlt würde. Eine „Banalisierung“ lehnt sie in der Frage ebenso ab, wie „Anreize für Abbrüche zu schaffen“.
Sie lehnte 2023 eine Zusammenarbeit mit der gemäßigt linken Demokratischen Partei und der populistischen Fünf-Sterne-Bewegung ab und sagte, sie strebe eine Verfassungsreform an, um dem Wahlvolk die Direktwahl des italienischen Ministerpräsidenten zu ermöglichen.
Außenpolitisch vertrat Meloni 2022 transatlantische Positionen. Seit Februar 2021 ist sie Mitglied des Aspen Institute, einer internationalen Denkfabrik mit Hauptsitz in Washington, der viele Geschäftsleute und Politiker angehören.
Sie sagte vor der Wahl 2022, sie stehe der Europäischen Union kritisch gegenüber. Sie strebe keinen Austritt Italiens mehr an, lehne den Vertrag von Lissabon aber ab; europäische Gesetze sollen den nationalen wieder unterstellt werden. Sie kritisierte wiederholt Mario Draghi und behauptete, dieser habe Italien zu einer „Sklavin Europas“ gemacht. Ebenso kritisierte sie wiederholt die „internationale Finanzwelt“ und lehnte den Europäischen Fiskalpakt ab. Ihre frühere Ablehnung des europäischen Corona-Wiederaufbauprogramms, aus dem Italien 191 Milliarden Euro bekommen soll, revidierte sie im Wahlkampf zur Parlamentswahl 2022.

## Rezeption
Die öffentliche Meinung über Meloni ist stark gespalten und variiert je nach politischer Ausrichtung und Altersgruppe. Einige sehen sie als Politikerin, die ihre Wahlkampfversprechen nicht einhält, was als positiv gewertet wird, da sie eine gemäßigtere Politik verfolgt als ursprünglich angekündigt. Diese Ansicht wird von der politischen Mitte geteilt, die ihre Anpassung an die EU und ihre pragmatische Haltung begrüßt.
Kritiker werfen ihr vor, dass sie wenig unternehme, um Italiens tief verwurzelte Probleme zu lösen, und dass sie oft unterwegs sei, während ihre Minister das Nötigste täten, um das Land zu regieren. Besonders junge Menschen sind mit ihrer konservativen Innenpolitik unzufrieden, die als rückschrittlich empfunden wird. Von Gewerkschaftsvertretern wird Meloni für Kürzungen im Gesundheits- und Bildungssektor, Liberalisierungen des Arbeitsmarktes, die Abschaffung des Grundeinkommens, Verweigerung einer Zusammenarbeit mit den Sozialpartnern und Maßnahmen gegen Medienvertreter kritisiert. Die Friedrich-Ebert-Stiftung kam zu dem Schluss, dass ihre Regierung einseitig über arbeits- und sozialpolitische Maßnahmen informiere.
Auf der internationalen Bühne wird Meloni hingegen für ihre starke Außenpolitik gelobt, die Italiens Ansehen in der Welt verbessert habe. Insgesamt wird sie als pragmatische Überlebenskünstlerin gesehen, die versucht, in einem Land mit chronischen wirtschaftlichen Problemen und hohen Schulden zu regieren. Ihre Politik hat sowohl Befürworter als auch Kritiker, die je nach Perspektive ihre Anpassungsfähigkeit oder ihren Mangel an tiefgreifenden Reformen betonen.
Im Dezember 2022 listete das Forbes-Magazin Meloni als die siebtmächtigste Frau der Welt.
Im Juli 2025, drei Jahre nach ihrem Amtsantritt, beurteilten 62 % der Italiener ihre Bilanz negativ, während 34 % sie positiv sahen.

## Sonstiges
Meloni ist rund 160 cm groß. Sie verklagte eine Journalistin, die im Oktober 2021 auf Twitter geschrieben hatte: „Du machst mir keine Angst, Giorgia Meloni. Außerdem bist du nur 1,20 Meter groß. Ich kann dich nicht einmal sehen.“ Ein Richter sprach die Journalistin im Juli 2024 wegen Bodyshaming (körperbezogener Verunglimpfung) schuldig; das Urteil ist noch nicht rechtskräftig.

## Veröffentlichungen
- Noi crediamo. Viaggio nella meglio gioventù d’Italia. Sperling & Kupfer, Mailand 2011, ISBN 978-88-200-4932-4.
- Mit Alessandro Meluzzi: Mafia nigeriana. Origini, rituali, crimini. Oliga, Mantua 2019, ISBN 978-88-85723-25-2.[71][72]
- Mit Alessandro Sallusti: La versione di Giorgia. Rizzoli, Mailand 2023, ISBN 978-88-17-18316-1.
- Ich bin Giorgia: Meine Wurzeln, meine Vorstellungen. Europa Verlag, München 2025, ISBN 978-3-958906549 (Original: Io sono Giorgia, le mie radici, le mie idee. Rizzoli, Mailand 2021, ISBN 978-88-17-15468-0.)